# Pornographie (album)
Pour les articles homonymes, voir Pornographie (homonymie).
Albums de Luke
D'autre part
(2010) Porcelaine
(2019)
Pornographie est le cinquième album du groupe de rock français Luke, sorti le 9 octobre 2015. Il est le successeur de l'album D'autre part, paru cinq ans plus tôt.
Pornographie est également le titre de la neuvième piste de l'album. Cet album est un retour au rock engagé qui a fait connaître le groupe à ses débuts avec l'album La Tête en arrière en 2004.

## Histoire de l'album
Après quatre ans d'absence, le groupe annonce la sortie de son cinquième album fin 2014. En juillet 2015 est annoncée la sortie pour le 9 octobre 2015 avec un extrait de studio sur la page Facebook du groupe ainsi qu'une tournée à partir d’août 2015. Le 20 juillet le titre de l'album Pornographie est dévoilé.
Deux singles sont issus de l'album : C'est la guerre, premier extrait promotionnel diffusé en radio en juillet 2015 puis Warrior, quelques jours avant la sortie de l'album.
Deux titres inédits sont publiés par le groupe en 2016 et 2017. Il s'agit respectivement des titres Nous des millions et We are l'Europe, deux morceaux rock aux riffs de guitares soutenus.

## L'album

### Artwork
L'artwork a été réalisé par Frank Loriou. Il représente une photo en plan très rapproché d'un écran sur lequel est écrit LUKE en blanc et PORNO GRAPHIE en rose sur fond de ciel. On peut distinguer la silhouette floue d'un hélicoptère en vol dans ce ciel.

### Thèmes et sonorités
Pornographie est l'album aux textes les plus engagés et explicites du groupe depuis sa formation. Les textes sont crus, grossiers par moments et fortement dénonciateurs.
Il aborde notamment des thèmes politiques et affirme son opposition et sa crainte de la montée du Front national en France ces dernières années. L’allusion au FN revient d'ailleurs souvent, surtout dans Quelque Part en France où le chanteur se met à la place d'un membre du parti extrémiste afin d'en dénoncer les dangers. Il aborde également la notion de numérisation de la société moderne, ainsi que les outrances qui ont lieu un peu partout, comme dans les titres Pornographie et Discothèque. 
Cet album est fait de compositions très rock, avec des paroles entièrement chantées en français. On y retrouve des sonorités similaires à des artistes français comme Damien Saez notamment au niveau des paroles et du timbre de voix (C'est la guerre) ou encore Noir Désir.
La thématique et la musicalité des deux morceaux inédits sont identiques à l'album auxquels ils sont attachés. Les textes évoquent également de près ceux composés par le chanteur Saez sur son album J'accuse notamment, paru en 2010. We are l'Europe est un morceau sombre alternant la voix de Thomas Boulard et celle d'une voix vocodée robotisée. Luke y dénonce les décisions politiques prises par l'Europe.

### Liste des pistes
| No  | Titre                  | Durée |
| --- | ---------------------- | ----- |
| 1.  | Warrior                | 4:23  |
| 2.  | Rock'n'Roll            | 3:38  |
| 3.  | Des marchandises       | 3:53  |
| 4.  | Indignés               | 3:18  |
| 5.  | J'veux être un héros   | 4:04  |
| 6.  | C'est la guerre        | 4:22  |
| 7.  | Quelque part en France | 4:03  |
| 8.  | Rêver tue              | 3:30  |
| 9.  | Pornographie           | 4:09  |
| 10. | Discothèque            | 4:46  |
| 11. | Solitaires             | 4:45  |

## Singles
- 24 juillet : C'est la guerre
- 2 octobre : Warrior

## Personnes liées à l'album

### Membres du groupe
Pour cet album, la formation du groupe a entièrement changé à l'exception de son leader, Thomas Boulard et son chant charismatique et identifiable.
- Thomas Boulard, guitare, chant et chœurs
- Cyrille Nobilet, guitares, basse et claviers
- François Bonnet, guitares, claviers, programmations, chœurs
- Loïc Maurin, batterie, percussions

### Équipe technique
- Directeur artistique: Vincent Blaviel
- Responsable de production: Isabelle Balenu-perisson
- Manageuse : Back to Basics - Nathalie Chapuy
- Tourneur : Bleu citron